# Ben Macdhui
Le Ben Macdhui (en gaélique écossais : Beinn MacDuibh) est un des plus hauts sommets montagneux du Royaume-Uni avec 1 309 mètres d'altitude. Situé à la limite entre les Council area d'Aberdeenshire et de Moray, en Écosse, il fait partie du massif des Cairngorms.